# Corinne (Utah)
Corinne – miasto w Stanach Zjednoczonych, w stanie Utah, w hrabstwie Box Elder.